# William Henry White

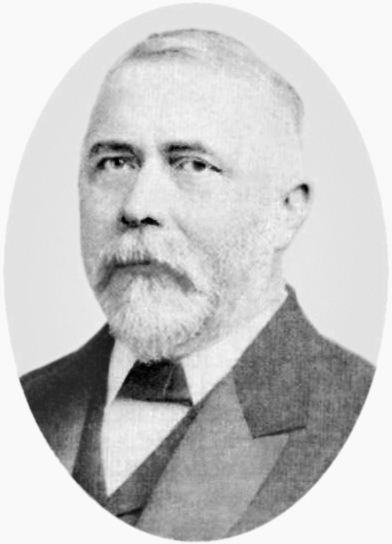
Sir William Henry White

Sir William Henry White (* 2. Februar 1845 in Plymouth, Devon; † 27. Februar 1913 in London) war ein britischer Ingenieur und Chefkonstrukteur der Royal Navy.
White wurde in Plymouth geboren und begann 1859 eine Ausbildung in der dortigen Marinewerft. 1863 erhielt er ein Stipendium der neugegründeten Royal School of Naval Architecture in South Kensington, London.  Nach seiner Ausbildung arbeitete er für die Admiralität und beschäftigte sich mit Entwurf und Berechnung neuer Schiffe. Er wurde Sekretär des damaligen Chefkonstrukteurs der Admiralität, Sir Edward Reed, und verblieb auf diesem Dienstposten bis zu dessen Zurruhesetzung am 9. Juli 1870.  Anschließend wurde er zur Lehrkraft an der Royal School of Naval Architecture bestellt. 1872 wurde er Sekretär des Council of Construction, der sämtliche Konstruktionen der Royal Navy überwachte. Ab 1872–1873 arbeitete er für die Marinewerften in Pembroke und Portsmouth.
Im März 1875 wurde er zum Assistant Constructor befördert. Er heiratete noch im gleichen Jahr und veröffentlichte mit A Manual of Naval Architecture. For the use of Officers of the Royal Navy, Shipbuilders, ein Grundlagenwerk über die Konstruktion von Kriegsschiffen zur damaligen Zeit. 1883 verließ er die Admiralität und trat in
William Armstrongs Firma als Konstrukteur und Leiter der Kriegsschiff-Konstruktionsabteilung ein. Am 1. August 1885 kehrte er zur Admiralität zurück und wurde als Director of Naval Construction und Assistant Controller Chefkonstrukteur der Royal Navy. Er war an der Reorganisation der Marinewerften und der technischen Abteilungen beteiligt, später an der Konstruktion der Schlachtschiffe der Royal-Sovereign-Klasse. 1895 wurde er als Knight Commander of the Bath in den Adelsstand erhoben.
Für die Österreichische Marine entwarf er die Torpedoboote Leopard und Panther im Jahr 1885. Siegfried Popper konnte bei beiden Schiffen erhebliche Konstruktionsfehler nachweisen. Dies führte dazu, dass die Österreichische Marine in der Folge lieber auf Eigenkonstruktionen setzte.
1901 erlitt White einen Nervenzusammenbruch infolge der an ihm im Parlament geäußerten Kritik. Anlass war ein Zwischenfall mit der königlichen Yacht Victoria and Albert. Das Schiff kenterte beinahe, als es am 3. Juli 1900 aus dem Trockendock nach erfolgter Ausrüstung ausgeschwommen wurde. Ursache war der Einbau von ungefähr 700 Tonnen zusätzlichen Gewichts über dem Schwerpunkt, hauptsächlich Zement zur Schalldämpfung der königlichen Gemächer. Infolgedessen verringerte sich die metazentrische Höhe von stabilen 2 Fuß auf instabile 3 Zoll. Obwohl er von direkter Schuld freigesprochen wurde, beschuldigte man ihn, seinen Unterstellten nicht ausreichend auf die Neuartigkeit und Bedeutung ihrer Arbeiten hingewiesen zu haben.
Mit der King-Edward-VII-Klasse lieferte White seinen letzten Schlachtschiffentwurf ab. White war jedoch erkrankt und ständig über Kleinigkeiten besorgt, da er nicht in der Lage war, selbst kleinere Entscheidungen zu delegieren. Er ersuchte um eine vorzeitige Zurruhesetzung und verließ die Admiralität am 31. Januar 1902.
In seiner sechzehnjährigen Dienstzeit als Chefkonstrukteur war er für die Konstruktion von 43 Schlachtschiffen, 26 Panzerkreuzern, 102 geschützten Kreuzern und 74 ungepanzerten Kriegsschiffen mit einem Gesamtwert von 80 Millionen Pfund (Wert 1900) verantwortlich.
Nach seiner Pensionierung wirkte er als Berater an der Konstruktion der Mauretania der Cunard Line mit. Er wurde zum Präsidenten der Institution of Civil Engineers, der Institution of Mechanical Engineers und der Institution of Marine Engineers und im Jahr 1900 zum Mitglied der Königlich Schwedischen Akademie der Wissenschaften gewählt. Seit 1890 war er Mitglied (Fellow) der Royal Society of Edinburgh. Er war 1909–1910 auch Vorsitzender des Council der Royal Society of Arts und von 1907 bis zu seinem Tod Gouverneur des Imperial College. White starb 1913 an einem Schlaganfall.